# Olof Nordenfeldt den äldre
Olof Nordenfeldt, född 14 mars 1790 i Visnums församling, Värmlands län, död där 18 augusti 1843, var en svensk diplomat, kammarherre och bruksägare till Björneborgs bruk.

## Biografi
Olof Nordenfeldt var son till löjtnanten Olof Gabriel Nordenfeldt (1757–1790) och Christina Hedengren. Efter att ha 1809 blivit extraordinarie kanslist vid kungliga kansliet, blev Nordenfelt 1811 andre sekreterare i kabinettet för Utrikes brefväxlingen, varefter han 1814 var verksam som diplomat på beskickningar i utlandet.
Nordenfeldt var legationssekreterare i Köpenhamn, Berlin och Wien och 1820–1821 charge d'affaires i Wien. 1822 blev han kammarherre, och från 1820-talet till sin död ägnade han sig åt att driva Björneborgs bruk. Till hans bekanta hörde Erik Gustaf Geijer och Georg Adlersparre, som liksom han tillhörde de elva "stamgöter" som 1811 grundade Götiska förbundet.
År 1823 gifte han sig med Sofia Wærn född i släkten Wærn (1804–1878), syster till Jonas Wærn, och blev i detta äktenskap far till Olof Nordenfeldt den yngre (1826–1893).